# Caimbambo
Caimbambo és un municipi de la província de Benguela. Té una extensió de 3.285 km² i 80.715 habitants segons el cens de 2014. Comprèn les comunes de Caimbambo, Catengue, Canhamela, Cayavi i Wyangombe. Limita al nord amb el municipi de Benguela, a l'est amb el municipi de Cubal, al sud amb el municipi de Chongoroi i a l'oest amb el municipi de Baía Farta.

## Personatges
- Mário Lucunde (* 1957), bisbe de Menongue